# 디스코 (기업)
디스코(DISCO Corporation, 株式会社ディスコ, Kabushiki-gaisha Disuko)는 특히 반도체 생산 산업을 위한 일본의 정밀 공구 제조업체이다.
이 회사는 반도체 실리콘 웨이퍼 및 기타 재료를 절단하는 다이싱 톱과 레이저 톱을 만든다. 실리콘 및 화합물 반도체 웨이퍼를 초박형 수준으로 가공하는 그라인더, 웨이퍼 뒷면의 연삭 손상층을 제거하고 칩 강도를 높이는 연삭기를 제조한다.